# Nikola Rakočević
Pour les articles homonymes, voir Rakočević.
Nikola Rakočević est un acteur serbe né le 27 juin 1983 à Kragujevac.

## Filmographie sélective

### Cinéma
- 2010 : Skinning (Šišanje) de Stevan Filipović : Novica
- 2013 : Circles (Krugovi) de Srdan Golubović : Bogdan
- 2014 : Travelator de Dušan Milić : Slav
- 2014 : Branio sam Mladu Bosnu de Srđan Koljević : Rudolf Cistler
- 2015 : The Sky Above Us de Marinus Groothof : Bojan
- 2015 : Railmovie d'Eddy Terstall et Erik Wünsch : Dragan

### Télévision
- 2003-2004 : M(j)esoviti brak : Radenko (8 épisodes)
- 2007 : Premijer : Goksi
- 2008-2009 : Gorki plodovi : Mica (13 épisodes)
- 2010 : Totalno novi talas : Kosta
- 2012-2014 : Vojna akademija : Milan Lakicevic
- 2012-2014 : Folk : Nino
- 2015: The last Panthers: Adnan

## Distinctions
- 2014 : Shooting Stars de la Berlinale[1].